# جورجی بالاکشین
جورجی بالاکشین (روسی: Георгий Русланович Балакшин؛ زادهٔ ۶ مارس ۱۹۸۰) بوکسور، و سیاستمدار اهل اتحاد جماهیر شوروی سوسیالیستی است.